# Конрад II (граф Осера)
Конрад II (фр. Conrad II, нем. Konrad II; умер ок. 876) — граф Осера в 859—864 годах, маркграф Верхней Бургундии с 864 года; сын графа Конрада I Старого и Аделаиды Эльзасской, родоначальник Бургундской линии Старших Вельфов.

## Биография

### Правление
Отец Конрада II, Конрад I Старый, был советником короля Восточно-Франкского королевства Людовика II Немецкого. В 858 году Конрад II вместе с младшим братом Гуго Аббатом оказались на службе у своего двоюродного брата, короля Западно-Франкского королевства Карла II Лысого, где тот по совету архиепископа Реймса Гинкмара дал им в своём королевстве владения. Конрад получил графство Осер.
Однако уже в 864 году Конрад и Гуго по неизвестной причине впали в немилость, были лишены своих владений и бежали ко двору короля Лотарингии Лотаря II. Конрад поддержал короля Лотаря, который развёлся со своей женой Теутбергой и женился на наложнице Вальдраде. В том же или 866 году Конрад около Орбе убил Хукберта, аббата монастыря Святого Маврикия в Агоне, брата королевы Теутберги. В вознаграждение за это в декабре он получил земли вокруг Женевы и Лозанны на территории современной Швейцарии — между Юрой и Альпами. Эти владения образовали маркграфство (затем герцогство) Верхняя Бургундия, позже ставшее ядром Верхнебургундского королевства.
Точный год смерти Конрада неизвестен. В последний раз он упомянут в 872 году. Вероятно, он умер около 876 года. Его наследником стал единственный сын Рудольф I.

### Брак и дети
Жена: Вальдрада, возможно, дочь графа Вормсгау Ламберта. Дети:
- Рудольф I (ок. 859 — 25 октября 912), герцог Верхней Бургундии с 876 года, 1-й король Верхней Бургундии с 888 года
- Аделаида (ум. после 14 июля 929); муж: с ок. 887/888 года — Ричард I Заступник (ок. 856 — 1 сентября 921), герцог Бургундии с 898 года